# ヤリ・フェルスハーレン
ヤリ・フェルスハーレン（オランダ語: Yari Verschaeren、2001年7月12日 - ）は、ベルギーのサッカー選手。ベルギー代表。ポジションはMF。

## クラブ歴
9歳の時にRSCアンデルレヒトの下部組織に加入。2017年にプロ契約を締結した。2018年11月25日のベルギー・ファースト・ディビジョンA・シント＝トロイデンVV戦でスターティングメンバーとして出場し選手デビュー、78分にジェレミー・ドクと交代した。その4日後にはUEFAヨーロッパリーグ 2018-19 グループリーグのFCスパルタク・トルナヴァ戦に森岡亮太に代わって81分から出場し、UEFA主催クラブ大会初出場も記録した。2018-19シーズンは21試合に出場し、ベルギー年間最優秀若手選手賞を受賞。2019年1月27日に自身初得点を記録した。

## 代表歴
2019年9月9日に行われたUEFA EURO 2020予選・グループIのスコットランド代表戦でユーリ・ティーレマンスに代わって途中出場し、代表初出場。翌月のサンマリノ代表戦ではペナルティキックを決めて代表初得点を記録した。

## 個人成績

### クラブ
2022年10月12日現在
| クラブ            | シーズン | 背番号 | リーグ戦                 | リーグ戦 | リーグ戦 | 国内カップ | 国内カップ | 国際大会 | 国際大会 | 通算 | 通算 |
| クラブ            | シーズン | 背番号 | リーグ                   | 出場     | 得点     | 出場       | 得点       | 出場     | 得点     | 出場 | 得点 |
| ----------------- | -------- | ------ | ------------------------ | -------- | -------- | ---------- | ---------- | -------- | -------- | ---- | ---- |
| RSCアンデルレヒト | 2018-19  | 51     | ジュピラー・プロ・リーグ | 21       | 2        | 0          | 0          | 1        | 0        | 22   | 2    |
| RSCアンデルレヒト | 2019-20  | 51     | ジュピラー・プロ・リーグ | 21       | 2        | 1          | 0          | -        | -        | 22   | 2    |
| RSCアンデルレヒト | 2020-21  | 51     | ジュピラー・プロ・リーグ | 22       | 6        | 1          | 0          | -        | -        | 23   | 6    |
| RSCアンデルレヒト | 2021-22  | 51     | ジュピラー・プロ・リーグ | 36       | 7        | 5          | 0          | 4        | 2        | 44   | 9    |
| RSCアンデルレヒト | 2022-23  | 10     | ジュピラー・プロ・リーグ | 10       | 1        | 0          | 0          | 6        | 0        | 16   | 1    |
| 通算              | 通算     | 通算   | 通算                     | 110      | 18       | 7          | 0          | 11       | 2        | 128  | 20   |

### 代表
得点
| # | 開催日         | 開催地                               | 対戦国     | スコア | 結果 | 大会          |
| - | -------------- | ------------------------------------ | ---------- | ------ | ---- | ------------- |
| 1 | 2019年10月10日 | ブリュッセル・ボードゥアン国王競技場 | サンマリノ | 8-0    | 9-0  | EURO 2020予選 |